# Otto Weisser
Otto Reinhard Weisser (* 19. April 1937 in Zürich) ist ein Schweizer Fotograf.

## Leben
Otto R. Weisser wuchs in Zollikon auf. Schon als junger Mann begann er zu fotografieren. Nach Abschluss der École supérieure de commerce (Handelshochschule) in Lausanne und Weiterbildung zum Werbeassistenten folgte eine Zeit in London bei der Werbeagentur Ajax new Business als Account Executive. Nach dem Militärdienst in der Schweiz mit Weiterbildung zum Offizier wurde er vom alten Arbeitgeber in London nach New York als Assistent bei der Produktion von Filmen berufen. Nachdem er in London interimistisch Geschäftsführer einer Werbefilm-Firma war, wurde er 1970 bei Intertel TV-Direktor für internationale Produktionen. In München lernte er seine spätere Ehefrau Slivka kennen, eine spätere Miss Schweiz.
In den 1970er-Jahren begann er seine Arbeiten als Profi-Fotograf. Einer seiner Lehrer war Gianni Vescovi, ein Formel-1-Fotograf aus der italienischsprachigen Schweiz. Er erhielt den Auftrag für den Marlboro-Kalender „Cars & Girls“, was ihn zur Glamour- und ab 1973 zur Erotik-Fotografie brachte. Ein anderer seiner Lehrer war David Hamilton. Otto Weisser entwickelte seinen charakteristischen Stil, der ihn zu einem weltweit bekannten Aktfotografen machte. Seine Fotos wurden u. a. in Lui, Penthouse und Playboy abgedruckt. Seine Werke wurden z. T. auch auf Kunstausstellungen präsentiert.
Seit 1992 lebt und arbeitet er in Brasilien. 2003 heiratete er die 1987 geborene Brasilianerin Daniela de Souza.
Seit 2004 konzentriert er sich auf digitale Art-Photographie. Weiterhin produziert und filmt er auch Video-Clips für Fashion-TV sowie Musik-Clips und Lifestyle-Reportagen.
Zu seinen Projekten 2007 gehört ein grossformatiger Portfolio-Bildband über Daniela de Souza.

## Werke
- Private Selection Dtsch.-Engl.-Französ.-Portugies. von Otto R. Weisser, Hrsg. Martin Sigrist, 2003. - ISBN 3-03766-449-5